# Закон Лердо
Закон об отчуждении недвижимости мёртвой руки (исп. Ley de Desamortización de Bienes de Manos Muertas) или Закон Лердо (исп. Ley Lerdo) — закон, изданный в Мексике 25 июня 1856 года либеральным правительством Игнасио Комонфорта. Название получил по имени своего автора — министра финансов Мигеля Лердо де Техады. Новый закон запрещал гражданским и церковным корпорациям владеть недвижимым имуществом. Предполагалось, что эти меры будут благоприятствовать свободному обороту недвижимости.

## Содержание
Первая статья закона гласила: 

Все земельные поместья и городская недвижимость, которые в настоящее время находятся во владении или управлении гражданских и церковных корпораций, передаются в собственность тем лицам, которые их арендуют.

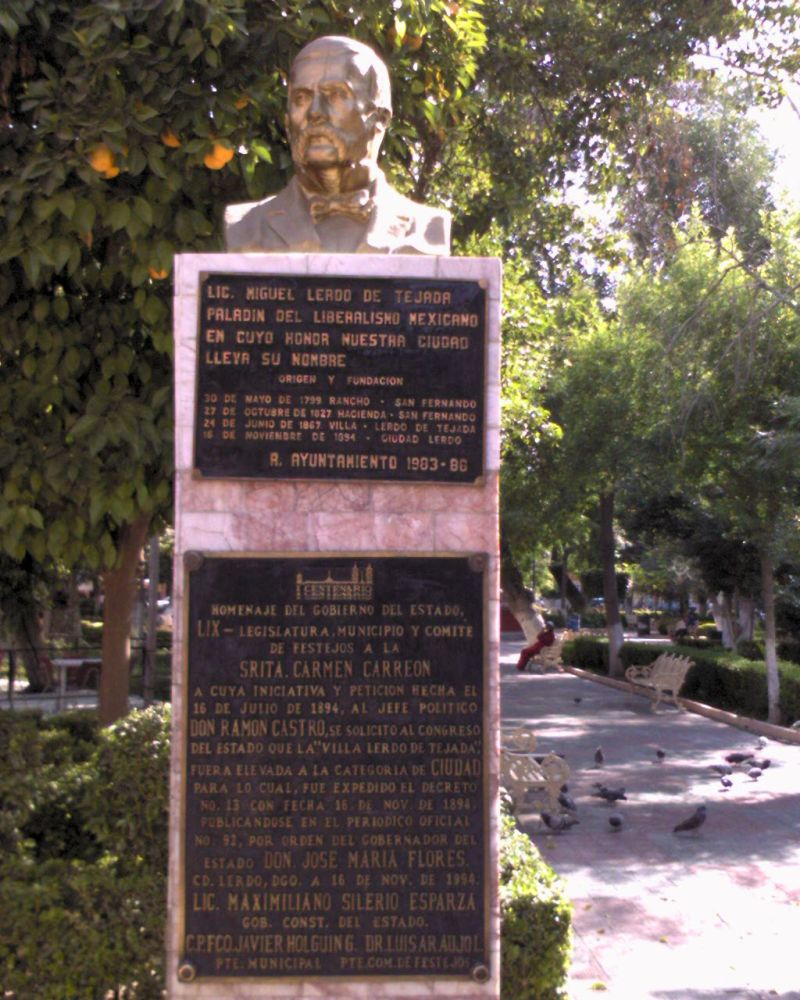
Памятник Мигелю Лердо де Техада

Арендуемая недвижимость переходила в собственность арендатора при выполнении следующих условий: арендатор должен подать заявление на приобретение данной недвижимости в собственность не позднее трёх месяцев со дня опубликования закона и обязуется выплачивать её стоимость ежегодными шестипроцентными платежами. После этого он немедленно приобретал право распоряжения недвижимостью — мог продавать её, передавать по наследству и т. д.

## Последствия
Согласно закону Лердо церковь лишалась права владеть землёй, домами и другим недвижимым имуществом за исключением зданий храмов, часовен и жилищ монахов. Церковь могла продать арендуемую у неё недвижимость любому покупателю в течение трёх месяцев со дня опубликования закона. Церковные здания целиком передавались тому арендатору, который арендовал бо́льшую часть помещения. Поскольку закон не требовал разделения земельных участков, они так же переходили в руки преимущественно крупных собственников. Полученные от продажи этого имущества деньги передавались церкви. Закон рекомендовал использовать их для финансирования сельскохозяйственных, промышленных и торговых предприятий.
Таким образом законом Лердо создавались благоприятные условия для перехода имущества церкви в руки крупной буржуазии и латифундистов. Однако размер приобретаемой одним лицом недвижимости законом не ограничивался, а новые владельцы получали право перепродавать приобретённое имущество, вследствие чего оно становилось предметом спекуляции. В то же время новый закон имел тяжёлые последствия для общинного землевладения, традиционного для мексиканских индейцев. Индейцы пользовались землей на основе обычного права и на деле владели ею ещё до европейской колонизации. Но будучи сторонником либеральных идей, Мигель Лердо считал общинное хозяйство менее эффективным, чем частное.
Индейские общины попадали под определение «гражданских корпораций». Их члены объявлялись арендаторами и должны были выкупать землю на тех же условиях. При этом требовалось заплатить алькабалу и другие сборы, взносы за межевание участков и за оформление документов. Невыполнение этих формальностей в трёхмесячный срок со дня опубликования закона Лердо влекло продажу индейской земли с торгов. Как и в случае с недвижимостью церкви значительная часть общинных участков была приобретена крупными землевладельцами и спекулянтами. Также часто индейцы лишались уже полученных документов на собственность в результате обмана. Выступления недовольных крестьян прошли в штатах Мичоакан, Керетаро и Пуэбла, в некоторых районах индейцы приступили к захвату и разделу помещичьих земель.
5 февраля 1857 года мексиканский Конгресс принял новую конституцию. C её помощью либералы рассчитывали полностью избавиться от пережитков феодализма. Конституция подтвердила положения закона Лердо, что вызвало возмущение консервативных и клерикальных кругов, и послужило причиной Войны за реформу.